# Aeropuerto de Comiso
Aeropuerto de Comiso (IATA: CIY, OACI: LICB), también conocido como Aeropuerto Vincenzo Magliocco, está situado en Sicilia en la provincia de Ragusa, a 5 km de Comiso y 15 km de Ragusa. Entre 2005 y 2008 el aeropuerto pasó de ser militar a civil. El aeropuerto abrirá sus puertas en un futuro próximo. El aeropuerto es operado por So.A.Co S.p.A..

## Historia
El aeropuerto fue diseñado en 1920 bajo el régimen fascista pero los trabajos para su construcción no empezaron hasta 1937 y fueron terminados en 1939. Se le dio el nombre del General Vicenzo Magliocco de Palermo el cual murió en la Guerra de Etiopía en 1936.
Durante la Segunda Guerra Mundial fue bombardeado y severamente dañado por Fuerzas de la Alianza el 26 de mayo y el 17 de junio de 1943, justo antes de aterrizar cerca de las playas sicilianas. (Operación Husky).
Reconstruido y agrandado después de la guerra, con una pista que tenía 1740 m de longitud, el aeropuerto fue reabierto para vuelos regulares. El aeropuerto también fue base para el 41st Storm de Catania hasta 1973.

## Base OTAN
Entre 1983 y 1991 el aeropuerto de Comiso fue el más grande de la base de OTAN en el sur de Europa y lugar donde se albergaban 112 misiles cruise americanos. Una gran demostración pacifista tuvo lugar fuera del aeropuerto antes de su clausura.

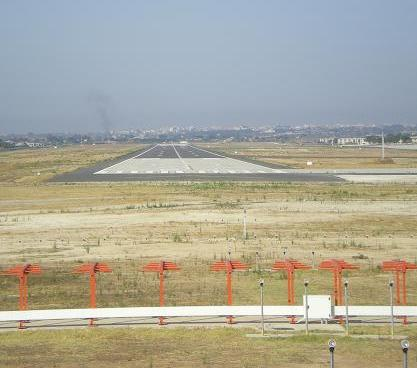
Pista 05/23 de Comiso.

## Nuevo Aeropuerto
Plan del Aeropuerto de Comiso con su nueva pista de 2460m.
El trabajo de renovación y reactivación del aeropuerto empezó en 2004 y fue completada durante el invierno en el 2008. La nueva pista tiene 2460m de longitud y 60 m de anchura (45m de más y dos zonas de emergencia de 7,5 m cada una) y tiene 3 terminales (B1,B2 y B3) que conectan con la parada de taxi la cual tiene 38m de ancho. El An ILS (Instrument Landing System) ha sido instalado y ha sido construida una nueva torre de control de 19m de altura. Las autoridades del aeropuerto están negociando con las compañías aéreas para comenzar su actividad comercial. Ryanair recientemente ha expresado su interés en Charleroi, Bélgica.
En el "Plan Nacional de Aeropuertos" de 2012, con el fin de descongestionar el aeropuerto "del Etna", el aeropuerto de Comiso se considera complementario al Aeropuerto de Catania-Fontanarossa, distante unos 100 km.

## Aerolíneas y destinos

### Destinos nacionales
| Ciudades  | Aeropuerto                          | Aerolíneas        |
| Italia    | Italia                              | Italia            |
| --------- | ----------------------------------- | ----------------- |
| Lacio     |                                     |                   |
| Roma      | Aeropuerto de Roma-Fiumicino        | AeroItalia        |
| Lombardía |                                     |                   |
| Bérgamo   | Aeropuerto de Bérgamo-Orio al Serio | AeroItalia        |
| Milán     | Aeropuerto de Milán-Malpensa        | Neos (estacional) |
| Véneto    |                                     |                   |
| Verona    | Aeropuerto de Verona-Villafranca    | Neos (estacional) |

### Destinos internacionales
| Ciudades por países | Nombre del aeropuerto                          | Aerolíneas                      |
| Europa              | Europa                                         | Europa                          |
| ------------------- | ---------------------------------------------- | ------------------------------- |
| Albania             |                                                |                                 |
| Tirana              | Aeropuerto Internacional Madre Teresa          | Wizz Air (estacional)           |
| España              |                                                |                                 |
| Barcelona           | Aeropuerto Josep Tarradellas Barcelona-El Prat | Vueling (estacional)            |
| Francia             |                                                |                                 |
| Lille               | Aeropuerto de Lille-Lesquin                    | Volotea (estacional)            |
| París               | Aeropuerto de París-Orly                       | Transavia (estacional)          |
| República Checa     |                                                |                                 |
| Praga               | Aeropuerto de Praga                            | Smartwings (chárter estacional) |